# Галатас
Галата̀с (на гръцки: Γαλατάς) е село в Република Гърция, разположено на остров Крит, дем Ханя. Селото има население от 2120 души.

## Личности
Родени в Галатас
- Панайотис Героянис, гръцки революционер, деец на Гръцката въоръжена пропаганда в Македония
- Панайотис Фьотакис (? – 1907), гръцки революционер, деец на Гръцката въоръжена пропаганда в Македония